# Paweł Olkowski
Paweł Mirosław Olkowski (Ozimek, 13 februari 1990) is een Pools voetballer die doorgaans speelt als centrale verdediger. In juli 2022 verruilde hij Gazişehir Gaziantep voor Górnik Zabrze. Olkowski maakte in 2013 zijn debuut in het Pools voetbalelftal.

## Clubcarrière
Olkowski werd opgeleid bij Gwarek Zabrze, nadat hij in de jeugd had gespeeld bij de amateurs van Małapanew Ozimek. Na een huurperiode bij Zagłębie Lubin in de jeugd, werd de verdediger in het seizoen 2010/11 op huurbasis gestald bij GKS Katowice. Een jaar later werd hij overgenomen door Górnik Zabrze, waarbij hij een driejarige verbintenis tekende. Na afloop van dit contract tekende de verdediger bij het Duitse 1. FC Köln, dat gepromoveerd was naar de Bundesliga. Op 8 november 2014 maakte Olkowski zijn eerste doelpunten voor de club, hij wist tweemaal te scoren in het duel tegen 1899 Hoffenheim die de club met 3–4 wist te winnen. In maart 2015 werd de verbintenis van de vleugelverdediger met twee seizoenen verlengd tot medio 2019. In 2018 gingen speler en club uit elkaar. Hierop tekende de Poolse vleugelverdediger voor twee seizoenen bij Bolton Wanderers. Na het seizoen 2018/19, waarin Bolton degradeerde uit het Championship, besloot hij deze club weer te verlaten. Hierop tekende hij voor drie seizoenen bij Gazişehir Gaziantep. Nadat hier zijn contract was afgelopen, keerde Olkowski terug naar Górnik Zabrze, waar hij voor twee jaar tekende met een optie op een jaar extra. Deze optie werd in de zomer van 2024 gelicht. Een jaar later werd zijn contract andermaal met een jaar verlengd.

## Clubstatistieken
| Seizoen | Club                | Competitie   | Competitie | Competitie | Beker | Beker | Internationaal | Internationaal | Totaal | Totaal |
| Seizoen | Club                | Competitie   | Wed.       | Dlp.       | Wed.  | Dlp.  | Wed.           | Dlp.           | Wed.   | Dlp.   |
| ------- | ------------------- | ------------ | ---------- | ---------- | ----- | ----- | -------------- | -------------- | ------ | ------ |
| 2010/11 | GKS Katowice        | I liga       | 31         | 5          | 1     | 0     | —              | —              | 32     | 5      |
| 2011/12 | Górnik Zabrze       | Ekstraklasa  | 29         | 1          | 2     | 0     | —              | —              | 31     | 1      |
| 2012/13 | Górnik Zabrze       | Ekstraklasa  | 29         | 0          | 1     | 0     | —              | —              | 30     | 0      |
| 2013/14 | Górnik Zabrze       | Ekstraklasa  | 30         | 2          | 3     | 0     | —              | —              | 33     | 2      |
| 2014/15 | 1. FC Köln          | Bundesliga   | 27         | 2          | 3     | 0     | —              | —              | 30     | 2      |
| 2015/16 | 1. FC Köln          | Bundesliga   | 19         | 0          | 1     | 0     | —              | —              | 20     | 0      |
| 2016/17 | 1. FC Köln          | Bundesliga   | 14         | 0          | 2     | 0     | —              | —              | 16     | 0      |
| 2017/18 | 1. FC Köln          | Bundesliga   | 5          | 0          | 1     | 0     | —              | —              | 6      | 0      |
| 2018/19 | Bolton Wanderers    | Championship | 37         | 2          | 2     | 0     | —              | —              | 39     | 2      |
| 2019/20 | Gazişehir Gaziantep | Süper Lig    | 9          | 0          | 4     | 0     | —              | —              | 13     | 0      |
| 2020/21 | Gazişehir Gaziantep | Süper Lig    | 31         | 0          | 2     | 0     | —              | —              | 33     | 0      |
| 2021/22 | Gazişehir Gaziantep | Süper Lig    | 2          | 0          | 2     | 0     | —              | —              | 4      | 0      |
| 2022/23 | Górnik Zabrze       | Ekstraklasa  | 26         | 1          | 2     | 0     | —              | —              | 28     | 1      |
| 2023/24 | Górnik Zabrze       | Ekstraklasa  | 23         | 1          | 3     | 1     | —              | —              | 26     | 2      |
| 2024/25 | Górnik Zabrze       | Ekstraklasa  | 21         | 1          | 1     | 0     | —              | —              | 22     | 1      |
| Totaal  | Totaal              | Totaal       | 337        | 15         | 29    | 1     | 0              | 0              | 366    | 16     |

Bijgewerkt op 30 juni 2025.

## Interlandcarrière
Zijn debuut in het Pools voetbalelftal maakte Olkowski op 15 november 2013, toen er met 0–2 verloren werd van Slowakije. De verdediger mocht in de basis beginnen en hij speelde het gehele duel mee. Het duel was tevens het eerste onder leiding van de pas aangestelde bondscoach Adam Nawałka, die behalve Olkowski ook drie andere spelers hun debuut gunde in die wedstrijd, namelijk Krzysztof Mączyński (Górnik Zabrze), Rafał Kosznik (Górnik Zabrze) en Adam Marciniak (MKS Cracovia).
| Interlands van Paweł Olkowski voor Polen | Interlands van Paweł Olkowski voor Polen | Interlands van Paweł Olkowski voor Polen | Interlands van Paweł Olkowski voor Polen | Interlands van Paweł Olkowski voor Polen | Interlands van Paweł Olkowski voor Polen |
| №                                        | Datum                                    | Wedstrijd                                | Uitslag                                  | Competitie                               | Goals                                    |
| Als speler bij Górnik Zabrze             | Als speler bij Górnik Zabrze             | Als speler bij Górnik Zabrze             | Als speler bij Górnik Zabrze             | Als speler bij Górnik Zabrze             | Als speler bij Górnik Zabrze             |
| ---------------------------------------- | ---------------------------------------- | ---------------------------------------- | ---------------------------------------- | ---------------------------------------- | ---------------------------------------- |
| 1                                        | 15 november 2013                         | Polen – Slowakije                        | 0 – 2                                    | Vriendschappelijk                        |                                          |
| 2                                        | 19 november 2013                         | Polen – Ierland                          | 0 – 0                                    | Vriendschappelijk                        |                                          |
| 3                                        | 18 januari 2014                          | Noorwegen – Polen                        | 0 – 3                                    | Vriendschappelijk                        |                                          |
| 4                                        | 20 januari 2014                          | Moldavië – Polen                         | 0 – 1                                    | Vriendschappelijk                        |                                          |
| 5                                        | 13 mei 2014                              | Duitsland – Polen                        | 0 – 0                                    | Vriendschappelijk                        |                                          |
| 6                                        | 6 juni 2014                              | Polen – Litouwen                         | 2 – 1                                    | Vriendschappelijk                        |                                          |
| Als speler bij 1. FC Köln                |                                          |                                          |                                          |                                          |                                          |
| 7                                        | 7 september 2014                         | Gibraltar – Polen                        | 0 – 7                                    | EK 2016 kwalificatie                     |                                          |
| 8                                        | 18 november 2014                         | Polen – Zwitserland                      | 2 – 2                                    | Vriendschappelijk                        |                                          |
| 9                                        | 29 maart 2015                            | Ierland – Polen                          | 1 – 1                                    | EK 2016 kwalificatie                     |                                          |
| 10                                       | 4 september 2015                         | Duitsland – Polen                        | 3 – 1                                    | EK 2016 kwalificatie                     |                                          |
| 11                                       | 7 september 2015                         | Polen – Gibraltar                        | 8 – 1                                    | EK 2016 kwalificatie                     |                                          |
| 12                                       | 8 oktober 2015                           | Schotland – Polen                        | 2 – 2                                    | EK 2016 kwalificatie                     |                                          |
| 13                                       | 11 oktober 2015                          | Polen – Ierland                          | 2 – 1                                    | EK 2016 kwalificatie                     |                                          |

Bijgewerkt op 30 juni 2025.